# یواس‌اس گالری (اف‌اف‌جی-۲۶)
یواس‌اس گالری (اف‌اف‌جی-۲۶) (به انگلیسی: USS Gallery (FFG-26)) یک کشتی بود که طول آن ۴۵۳ فوت (۱۳۸ متر), در کل بود. این کشتی در سال ۱۹۸۰ ساخته شد.